# Patrice Ordas
Pour les articles homonymes, voir Ordas (homonymie).
Patrice Ordas, né le 22 juillet 1951 dans le 17e arrondissement de Paris et mort le 9 décembre 2019 à Lannion, est un écrivain, romancier et scénariste de bande dessinée français.

## Biographie
Patrice Ordas a des attaches familiales à Lannion mais il est né à Paris.
Patrice Ordas est, un élève studieux, précoce, discipliné « par politesse », qui commence par s’adonner à la musique (au piano, à la flûte, à la clarinette et à la voix), ce qui le conduit même à participer aux concerts de John Cage et à voir Léonard Bernstein briser sa baguette[réf. souhaitée].
Il se tourne après son baccalauréat vers le dessin et entre en 1969 à l’École nationale supérieure des arts décoratifs de Paris. Son diplôme obtenu, en 1973, il entreprend une thèse consacrée à la « docimologie expérimentale attachée aux arts plastiques » ; il commence à travailler comme dessinateur en BD et en parutions presse : il a exercé pour Bayard, Fleurus, Filipacchi et le magazine Playboy. Son directeur de thèse lui propose alors un poste d’enseignant à la Haute École de Joaillerie de Paris dont il a la charge.

### Carrière
Patrice Ordas y enseigne le dessin, le volume, l’histoire de l’art, le français et la législation... avant de prendre la suite de son maître et de diriger l’école à son tour, durant vingt-huit ans. Au cours de cette période, il devient également président du groupe « Arts du Métal » des Meilleurs Ouvriers de France, conseiller pour les métiers d’art auprès des ministres successifs de la Culture, et auteur de diplômes pour l’Éducation nationale, tout en trouvant le temps d’écrire ses premiers romans historiques, dont Les Griffes de l’Hermine et Les Moissons du Nouveau Monde. 
Il prend sa retraite en 2002 et s'installe à Lannion. De retour en Bretagne, il fait la connaissance de Patrick Cothias avec qui il coécrit plusieurs romans. Ordas rédige les scénarios de bandes dessinées historiques, s'intéressant « à toutes les périodes, mais surtout celles de transitions. À des grands drames pour lesquels on n'a pas toujours d'explications recevables », à l'instar du mystère entourant le LZ 129 Hindenburg ou les enquêtes autour du RMS Lusitania. Pour mettre en images ses récits, il a besoin que les dessinateurs emploient un trait réaliste.
En 2010, il signe le roman L'Ambulance 13 dont l'écriture, commencée en 1999 se termine en collaboration avec Patrick Cothias : la bande dessinée L'Ambulance 13 représente son plus grand succès, avec 150 000 exemplaire vendus.
Il décède le 9 décembre 2019. En 2021, à titre posthume, paraît L'École buissonnière, dessinée par Alain Mounier, sur quatre adolescents qui rejoignent le maquis pendant la Seconde Guerre mondiale.

## Œuvres
- Les Griffes de l'Hermine, Hermé, coll. « Évasion », 1986  (ISBN 2-86665-052-2) (BNF 34876374)
- Les Moissons du Nouveau Monde, Hermé, 1987  (ISBN 2-86665-068-9) (BNF 34970919)
- Les Signes du Destin, Hermé, 1990  (ISBN 2-86665-094-8) (BNF 35031446)
- Quand on s'appelle Judas..., Sixième continent, 1991
- Monsieur Némo et l'Éternité, coécrit avec Patrick Cothias, Passavent, 2006 : Livre 1  (ISBN 2-916882-00-6) (BNF 41005141)
- Les Eaux de Mortelune, coécrit avec Patrick Cothias, éd. Anne Carrière
  1. Tome 1, 2010  (ISBN 978-2-84337-562-0) (BNF 42184936)
  2. Tome 2, 2010  (ISBN 978-2-84337-572-9) (BNF 42239582)
- L'Ambulance 13, coécrit avec Patrick Cothias, Bamboo, coll. Grand Angle, 2010  (ISBN 978-2-35078-979-8) (BNF 42277079)
- Traffic, t. 3 : Quai n° 7, avec Patrick Cothias (scénario) et Winoc (dessin), Bamboo, coll. Focus, 2010  (ISBN 978-2-8189-0168-7) (BNF 42371395)
- Hindenburg, les cendres du ciel : l'incendie qui éclaira l'Amérique, coécrit avec Patrick Cothias, Bamboo, coll. Grand Angle, 2011  (ISBN 978-2-8189-0578-4) (BNF 42448718)
- L'Œil des Dobermans, coécrit avec Patrick Cothias, Bamboo, coll. Grand Angle, trois volumes publiés entre 2011-2016[9]  (ISBN 978-2-35078-980-4) (BNF 42277065)
- Le Fils de l'officier, avec Patrick Cothias (scénario) et Christelle Galland (dessin), Bamboo, coll. Grand Angle.
  1. La Tête abîmée, 2011  (ISBN 978-2-8189-0580-7) (BNF 42449172)[10]
  2. Un cauchemar dans la tête... , 2012  (ISBN 978-2-8189-0971-3) (BNF 42759051)
  3. La tête en feu, 2014  (ISBN 978-2-8189-2407-5) (BNF 43784037)
- Nous, Anastasia R. : elle était coupable d'être la fille du tsar, coécrit avec Patrick Cothias, Bamboo, coll. Grand Angle, 2011  (ISBN 978-2-8189-0349-0) (BNF 42415197)
- Nous, Anastasia R., co-écrit avec Patrick Cothias, dessin Nathalie Berr, Bamboo, coll. Grand Angle, trois volumes (2012-2014) (BNF 42767466)
- RMS Lusitania : l'Amérique ne pardonnera pas, co-écrit avec Patrick Cothias, Bamboo, coll. Grand Angle, 2012  (ISBN 978-2-8189-0902-7) (BNF 42665883)
- La rafale, avec Patrick Cothias[11], Bamboo, trois volumes (2012-2014)  (ISBN 978-2-8189-3073-1) (BNF 43495553)
- Hindenburg, co-scénarisé avec Patrick Cothias[12], dessin de TieKo, Bamboo, coll. Grand Angle, trois volumes entre 2013 et 2015
- S.O.S.Lusitania, co-scénariste Patrick Cothias, dessin et couleurs de Jack Manini[13], Bamboo, coll. Grand angle
  1. La Croisière des orgueilleux (2013)  (ISBN 978-2-8189-2306-1)[14]
  2. 18 Minutes pour survivre (2014)  (ISBN 978-2-8189-2660-4)
  3. La Mémoire des noyés (2015)  (ISBN 978-2-8189-3353-4)
- La Vénitienne (scénario), dessin de Sébastien Bouët, Bamboo, coll. Grand angle
  1. La Colombe noire, 2014  (ISBN 978-2-8189-3097-7)[15]
  2. La Demoiselle du grand canal, 2015  (ISBN 978-2-8189-3332-9)
- Moses Rose, co-écrit avec Patrick Cothias, dessin Christelle Galland, Bamboo, coll. Grand angle
  1. La Balade de l'Alamo, 2015  (ISBN 978-2-8189-3307-7)
  2. La Mémoire des ruines, 2016  (ISBN 978-2-8189-3552-1)
  3. El Deguello, 2017  (ISBN 978-2-8189-4098-3)
- Les naufragés du métropolitain (scénario), dessin de Nathalie Berr, Bamboo, coll. Grand angle[16]
  1. Les Rats de Saint-Éloi, 2015  (ISBN 978-2-8189-3363-3)
  2. Station assassins, 2016  (ISBN 978-2-8189-3620-7)
- La nuit de l'Empereur (scénario), dessin de Sébastien Bouët, Bamboo, coll. Grand angle
  1. Les Vieilles moustaches, 2015  (ISBN 978-2-8189-3329-9)[17]
  2. Les Aigles sous la neige, 2017  (ISBN 978-2-8189-3604-7)

## Distinctions

### Décoration
- Médaille d'honneur du service de santé des armées, échelon bronze[18]

### Prix
- Prix Beauchamp dès son premier volume : Les Griffes de l’Hermine[7] ;
- prix international du scénario à Chambéry pour L'Ambulance 13[2].